# Howard Marks (investitore)
Howard Stanley Marks (New York City, 23 aprile 1946) è un imprenditore e scrittore statunitense, miliardario, co-fondatore e co-presidente di Oaktree Capital Management, il più grande fondo investitore in titoli distressed a livello mondiale. Nel 2022, con un patrimonio netto di 2,2 miliardi di dollari, Marks si è classificato al numero 1365 nell'elenco dei miliardari di Forbes. In precedenza ha lavorato per Citicorp (1969-1985) e TCW Group (1985-1995)..

## Biografia
Marks è nato nel 1946 ed è cresciuto nel Queens, a New York. Sebbene la sua famiglia fosse etnicamente ebrea, è cresciuto come cristiano. Ha frequentato la Wharton School dell'Università della Pennsylvania per gli studi universitari laureandosi con lode nel 1967 con una specializzazione in finanza e una minore in studi giapponesi. Nel 1969, all'età di 23 anni, ha conseguito un Master in Business Administration presso la Booth School of Business dell'Università di Chicago, dove vinse il George Hay Brown Prize. Nel 1975 divenne membro della CFA (Chartered Financial Analyst).

### Citicorp
Dal 1969 al 1978, Marks ha lavorato presso Citicorp, prima come analista di ricerca azionaria e poi come direttore della ricerca della società. Dal 1978 al 1985, ha ricoperto il ruolo di vicepresidente e di gestore di portafoglio senior, supervisionando il debito convertibile e ad alto rendimento. Citibank gli permise di trasferirsi a Los Angeles nel 1980 per gestire un fondo ad alto rendimento. Aveva incontrato Michael Milken nel 1979 a Century City e pensava che l'operazione di Milken sarebbe stata un buon caso di studio per la Harvard Business School.

### Gruppo TCW
Nel 1985, Marks è entrato a far parte del TCW Group dove ha guidato i gruppi responsabili degli investimenti in titoli di debito ad alto rendimento e titoli convertibili; nel 1988 lui e Bruce Karsh hanno organizzato uno dei primi fondi di debito in sofferenza da un importante istituto finanziario. Nel 1995, lui, Karsh e altri tre decisero di lasciare la società per avviare una propria azienda e presentarono una petizione a TCW per consentire loro di continuare a gestire i fondi che gestivano in TCW, dando a TCW una parte delle commissioni di gestione. Quando TCW rifiutò, i cinque soci lasciarono l'azienda e fondarono la Oaktree Capital Management a Los Angeles.

### Oaktree
Dopo essere stata fondata nel 1995, Oaktree è cresciuta rapidamente, concentrandosi sul debito ad alto rendimento, sul debito in sofferenza e sul private equity.
Durante la crisi finanziaria del 2007-2008, Oaktree ha raccolto 10,9 miliardi di dollari, diventando il più grande fondo per debiti in sofferenza della storia, per acquistare asset in sofferenza, che "hanno ripagato ampiamente i suoi investitori".
Nell'aprile 2012, Oaktree è diventata una società per azioni tramite un'offerta pubblica iniziale alla Borsa di New York, raccogliendo 380 milioni di dollari vendendo 8,84 milioni di azioni per 43 dollari ciascuna.
Nel marzo 2019, Brookfield Asset Management ha acquisito il 62% di Oaktree. Marks e altri membri di Oaktree possiedono il 38% dell'azienda e hanno il pieno controllo delle operazioni quotidiane di Oaktree.

### Filosofia di investimento
Marks ha scritto tre libri sugli investimenti. I promemoria di Marks, chiamati "memo", sono ampiamente ammirati nella comunità degli investitori. Descrivono in dettaglio le sue strategie di investimento e le sue conoscenze sull'economia e sono pubblicati sul sito web di Oaktree. Secondo Warren Buffett, "quando vedo i promemoria di Howard Marks nella mia posta, sono la prima cosa che apro e leggo. Imparo sempre qualcosa, e questo vale doppio per il suo libro".
Marks si concentra sulla gestione del rischio e afferma che gli investitori dovrebbero impostare la strategia di investimento in base alla loro situazione personale e chiedersi se si preoccupano di più del rischio di perdere denaro o del rischio di perdere un'opportunità. Marks ritiene che sia difficile ottenere un vantaggio di investimento attraverso la ricerca poiché così tante persone intelligenti lo stanno già facendo; preferisce utilizzare strategie di market timing per avere liquidità disponibile da investire durante una fase di recessione.
I fondi guidati da Marks hanno prodotto rendimenti a lungo termine al netto delle commissioni del 19% annuo. Gli investitori sono principalmente fondi pensione e fondi sovrani.

## Vita privata
Il primo matrimonio di Marks si è concluso con un divorzio. Ha un figlio biologico con la sua seconda moglie Nancy (nata Freeman), che gestisce il family office Marks, Freemark Partners, e una figliastra dal precedente matrimonio di Nancy.
Nel 2010, Marks ha acquistato una proprietà fronte oceano a East Hampton per 30 milioni di dollari. Nel maggio 2012, lui e sua moglie hanno acquistato un'unità duplex al 740 Park Avenue, a New York, per 52,5 milioni di dollari. Nel 2013, Marks ha venduto la sua villa a Malibu, in California, per 75 milioni di dollari. Nel 2015 ha acquistato una casa a Beverly Hills per 23,7 milioni di dollari. Nel 2017, ha comprato la casa accanto alla sua casa a Beverly Hills per 9,7 milioni di dollari. Nel 2019 ha acquistato un lotto di abitazioni ad Amagansett, New York, vicino alla sua proprietà di East Hampton, per 35 milioni di dollari.

### Filantropia
Nel 1992, Marks ha creato la borsa di studio Howard S. Marks Termini per fornire borse di studio rinnovabili agli studenti universitari dell'Università della Pennsylvania. Nel 2009 ha dotato il Marks Family Writing Center dell'università.
Nel marzo 2023, Nancy e Howard Marks hanno donato 5 milioni di dollari all'Università della California, a Los Angeles, per dotare una cattedra detenuta dal vicepresidente della ricerca sulla salute delle donne nel dipartimento di ostetricia e ginecologia presso la David Geffen School of Medicine dell'UCLA. La donazione fornirà risorse per garantire che gli sforzi di ricerca sulla salute delle donne presso l'UCLA Health siano guidati da un eminente medico-scienziato.

### Politica
Marks è membro del Partito Democratico e nel 2016 è stato critico nei confronti della politica economica di Donald Trump sostenendo che "ignora la realtà economica". Sempre nel 2016, ha contribuito con oltre $ 200.000 all'Hillary Victory Fund e ad organizzazioni simili. Tuttavia, ha criticato nel 2019 il piano fiscale proposto dalla deputata Alexandria Ocasio-Cortez (una democratica che rappresenta una parte di New York), affermando che "gran parte del progresso economico americano è il risultato dell'aspirazione delle persone a guadagnare di più e vivere meglio".

## Opere
- 2011 - The Most Important Thing: Uncommon Sense for the Thoughtful Investor[29]
- 2012 - The Most Important Thing Illuminated: Uncommon Sense for the Thoughtful Investor[30]
- 2018 - Mastering the Market Cycle: Getting the Odds on Your Side[31]